# 阿瓦隆
阿瓦隆（英語： /ˈævəˌlɒn/）是《亞瑟王傳說》中的传奇島嶼，為古老宗教的中心地。同時也是威爾士極樂世界的別稱，又稱為「賜福島」或「天佑之島」（Isle of the Blessed）；蒙茅斯的杰弗里在文献《维塔·梅林》中將其稱為「鬼島」（isle of apples）。它最早出现在蒙茅斯的杰弗里1136年的《不列颠诸王史》中，是亚瑟王的宝剑“王者之劍”的锻造地，后来亚瑟在剑栏之战中受了重伤，被带到这里恢复。从此，这座岛屿就成了亚瑟神话的象征，类似于亚瑟的城堡卡美洛。阿瓦隆島與愛爾蘭神話中的提尔纳诺，希臘神話中赫斯珀里得斯的金蘋果聖園以及猶太神話的極樂淨土伊甸園極其相似。
阿瓦隆在很早以前就与诸如摩根勒菲之类的神秘的人物联系在一起。人们通常认为它就是今天位於英格蘭西南的格拉斯顿伯里突岩，也有许多其他的阿瓦隆地点被提出。然而，威尔士人、康沃尔人和布列塔尼人的传统认为，亚瑟从未真正死去，而是会重新带领他的人民对抗他们的敌人。

## 词源
阿瓦隆在蒙茅斯的杰弗里的《不列颠诸王史》（约1136年）中被首次提到，书中使用拉丁文将其称为。在后来的《维塔·梅林》（Vita Merlini）（约1150年）中，蒙茅斯的杰弗里将其将描述为“苹果岛（isle of Apples）”。这个名字一般被认为是起源于威尔士语（但也有可能起源于古康沃尔语或古布列塔尼语），源于古威尔士语、古康沃尔语或古布列塔尼语的“aball”或者“avallen(n)”，意思是“苹果树，果树”（apple tree, fruit tree）（参见现代威尔士语中的，源自原始凯尔特语**，字面意思是“结果的（东西）”）。英国人关于“苹果”岛的传统也有可能与爱尔兰神话中玛纳诺·麦克·列和鲁格的异世界岛屿家园伊曼·阿布拉赫（也是古爱尔兰语中对马恩岛的代称）有关。其中的意思是“有苹果树”，源于古爱尔兰语的（苹果）一词，并且与中古威尔士语名称相似，在中世纪威尔士翻译的法语和拉丁语亚瑟王故事中，被用来取代这个名字。在词源上，所有这些词都与高卢语的词根*aballo-“果实树”有关（在地名Aballo/Aballone中有发现），起源于一个共同的凯尔特语词根*abal（苹果），而这个词根在与其关联的原始印欧语中，等同于英语中的“apple”，俄罗斯语中的 (jabloko)和拉脱维亚语中的等词。12世纪初，马姆斯伯里的威廉写道，阿瓦隆的名字来自一个叫阿瓦洛（Avalloc）的人，他曾经和他的女儿们住在这个岛上。

## 传说

### 蒙茅斯的杰弗里
根据蒙茅斯的杰弗里的《不列颠诸王史》，以及他所启发的许多后续文学作品中的描述，亚瑟王被带到了阿瓦隆，希望他能从惨烈的剑栏之战中受的致命伤中得到救治，并恢复过来。杰弗里首次提到阿瓦隆时写道，它是亚瑟的王者之剑的锻造地。
杰弗里在《维塔·梅林》（Vita Merlini）中更详细地描述了这一主题，他在《维塔·梅林》中首次描述了亚瑟王传说中的女巫摩根（Morgen）是统治阿瓦隆的九姐妹的首领，而统治着阿瓦隆岛的九个姐妹分别为：
| 摩根 Morgen   | 摩伦诺 Moronoe    | 马佐 Mazoe    |
| 格力顿 Gliten | 格力唐纳 Glitonea | 格力托 Gliton |
| 泰顿 Thiten   | 泰伦诺 Tyronoe    | 泰托 Thiton   |

杰弗里描述称，阿瓦隆四周为沼泽、树林和迷雾所笼罩，只能使用小船才能抵达。他对阿瓦隆的描述，在很大程度上归功于中世纪早期的西班牙学者圣依西多禄（主要来源于圣依西多禄的名著《词源》第十四章第6.8节“Fortunatae Insulae”中有关名岛的部分），显示了该岛的神奇性质：
The island of apples which men call the Fortunate Isle (Insula Pomorum quae Fortunata uocatur) gets its name from the fact that it produces all things of itself; the fields there have no need of the ploughs of the farmers and all cultivation is lacking except what nature provides. Of its own accord it produces grain and grapes, and apple trees grow in its woods from the close-clipped grass. The ground of its own accord produces everything instead of merely grass, and people live there a hundred years or more. There nine sisters rule by a pleasing set of laws those who come to them from our country.

人们把苹果岛称为幸运岛（Insula Pomorum quae Fortunata uocatur），它得名于其自给自足的事实；那里的田地不需要农民耕种，自然界提供了一切东西，无需任何耕作。它自己生产粮食与葡萄，苹果树生长于林间紧密的草丛中。它的土地生产万物，而不仅仅是草，人们在那里生活了一百年或更久。那里的九个姐妹用一套令人愉悦的法律来统治那些从我们国家来的人。

### 中世纪晚期文学

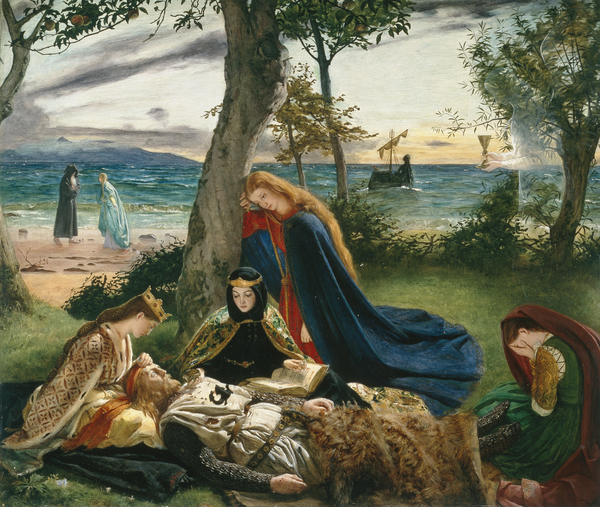
《亚瑟之死》，1860年由詹姆斯·阿彻尔所作的油画。画中描述在四仙后的护佑下，身受重伤的亚瑟王来到了阿瓦隆，他安详宁静地躺着。身旁头戴黑头巾的女人是摩根勒菲女爵，她正翻阅着魔法书，寻找为亚瑟王疗伤的方法。

亚瑟王传说的许多后来的版本（包括最著名的托马斯·马洛礼所著的《亚瑟之死》）都讲述了亚瑟王在剑栏之战中受了致命伤后，九位仙后之一的摩根（在这段时期的作品的叙述中，她是亚瑟王的姐姐）与其他仙女（魔女王或女巫，有时其中也伴随湖上仙女；在其他作品中，有时还包括东土女王（Queens of Eastland）、北风女王（Queens of Northgales）、其他岛屿的女王（Queens of the Outer Isles）以及废土女王（Queens of the Wasteland）等）用一艘黑色的小船将他运到阿瓦隆。在《兰斯洛特-圣杯》中，摩根在亚瑟王的最后一战前不久，第一次告诉了亚瑟她打算搬迁到阿瓦隆岛，那里是“懂得世界上所有魔法的女士们居住的地方”（ou les dames sont qui seiuent tous les enchantemens del monde）。在洛普·加西亚·德·萨拉萨尔（Lope Garcia de Salazar）的《Roman du Graal》（西班牙版的《Post-Vulgate Cycle》）中，摩根此后运用其魔力将阿瓦隆（他也称其为巴西岛，位于爱尔兰以西）隐藏在了迷雾之中。
亚瑟王的命运有时未被人所知，但他最终的死亡已被证实，就像在《Stanzaic Morte Arthur》中发生的那样，坎特伯雷大主教后来收到了亚瑟的尸体，并把它埋在了格拉斯頓伯里。在超自然元素相对较少的《Alliterative Morte Arthure》的讲述中，来自萨莱诺的著名医生在阿瓦隆试图挽救亚瑟的生命，但失败了。年代记《德拉科·诺曼尼克斯》中有一封虚构的亚瑟王写给英国亨利二世的信，信中亚瑟声称自己的伤势已经痊愈，并由他在阿瓦隆的“不死的/永恒的仙女”姐姐摩根利用岛上的恢复性草药后长生不老。
吉勒姆·德·托罗埃拉（Guillem de Torroella）在《La Faula》中声称曾造访过魔法岛（Illa Encantada），并遇到了被摩根复活的亚瑟，他们俩现在在圣杯的支撑下永远年轻。在武功歌《La Bataille Loquifer》中摩根及其姐妹玛琳（Marsion）（马利翁（Marrion））将英雄雷诺亚特带到了阿瓦隆，此时亚瑟王正准备与摩根、高文、伊凡、帕西瓦尔及桂妮薇儿一同回归。这些故事都发生在亚瑟王的时代之后好几个世纪。
在克雷蒂安·德·特鲁瓦的《埃雷克和伊妮德》中，摩根的配偶是阿瓦隆岛的领主、亚瑟的侄子，名叫吉恩格马尔（在其他作品中也以相似的名字出现在相同或相似的角色中）。在雷亚猛的《布鲁特》中，亚瑟王被送至阿瓦隆后，被摩根用魔水治愈，而其中的摩根，被盎格鲁-撒克逊人以杰弗里笔下摩根为基础重新定义为“一位名为阿尔冈特的阿瓦隆精灵女王”（an elf queen of Avalon named Argante）。

### 与格拉斯顿伯里的联系
虽然在12世纪时格拉斯顿伯里已经不再是一个岛屿，但在萨默塞特平原区周围的碱沼被抽干之前，格拉斯顿伯里突岩的高圆锥形部分仍被沼泽包围。在古代，庞特球堤守卫着岛屿唯一的入口。罗马人最终修建了另一条通往该岛的道路。格拉斯頓伯里在凯尔特语中又称为“Ynis Witrin”，意即玻璃岛（the isle of glass）。玻璃一词喻指格拉斯顿伯里周边清澈透明的水域，这表明该地一度被视为一个岛屿。12世纪末，威尔士的杰拉德在《De principis instructione》写道：

现在被称为格拉斯顿伯里的地方，在古代被称为阿瓦隆岛（Isle of Avalon）。它实际上是一个岛屿，因为它完全被沼泽地所包围。在威尔士语中，它被称为“Ynys Afallach”，意为苹果之岛，表示此地曾经硕果繁盛。剑栏之战结束后，一位名叫摩根的贵妇人后来成为了此地的统治者和女资助人，同时她也是亚瑟王的近亲，便把他带到了现在称为格拉斯顿伯里的这座岛屿上，以使他的伤口得到治疗。几年前，这个地区在威尔士也被称为“Ynys Gutrin”，也就是玻璃岛，后来入侵的撒克逊人根据这些词语创造了“Glastingebury”这个地名。
大约在1190年，格拉斯顿伯里修道院的僧侣们声称发现了亚瑟和他的妻子格尼维尔的尸骨。一些编年史学家，尤其是杰拉德描述道，在亨利二世在位以后，当时格拉斯顿伯里的新修道院院长亨利·德·萨利下令对修道院场地进行搜查。据说，在5米（16英尺）深处，僧侣们发现了一个巨大的树干棺材和一个铅十字架，上面刻有铭文：
Hic jacet sepultus inclitus rex Arturius in insula Avalonia.
（Here lies Arthur, the famous King of the Isle of Avalon./伟大的亚瑟王长眠于此阿瓦隆。）

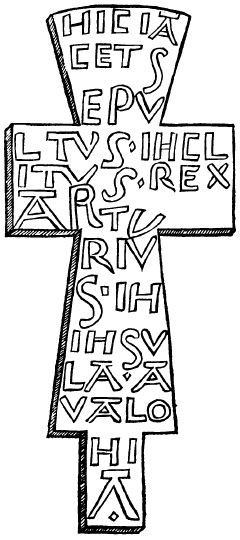
刻有亚瑟墓志铭的铅十字架，刊载于威廉·卡姆登的《不列颠尼亚》（Britannia）（1607年）

关于确切铭文的说法各不相同，现有五个不同的版本。最早的版本是杰拉尔德在（约1193年）中写道，他亲眼看见了十字架并描摹了字母。他的抄录为：“伟大的亚瑟王及其的第二任妻子温内维长眠于此阿瓦隆岛。”（Hic jacet sepultus inclitus rex Arthurus cum Wenneveria uxore sua secunda in insula Avallonia）。棺材里有两具尸体，吉拉尔德斯（Giraldus）称其为亚瑟王及“他的王后”；其中的男性尸骸被他描述得十分巨大。而根据马格姆修道院的记录，当时发现的尸体共有三具，另一具是莫德雷德的尸体。理查德·巴伯认为，一旦莫德雷德作为叛徒的名声得到赏识，他的名字就被从故事中抹去了。这个故事今天被视为伪考古学的一个例子。历史学家普遍否定了这一发现的真实性，将其归因于为筹集资金修复于1184年被烧毁修道院而进行的一次宣传噱头。

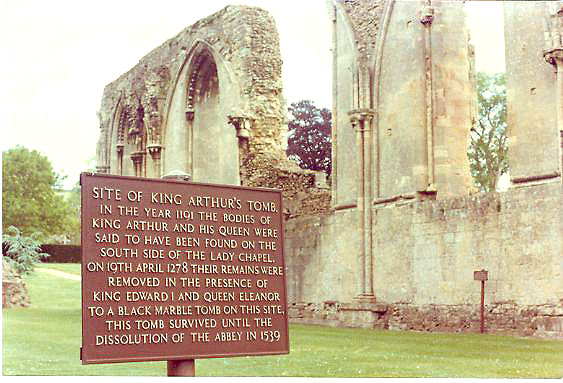
格拉斯顿伯里修道院废墟中的亚瑟王的墓地

1278年，这些残骸被重新安葬在格拉斯顿伯里修道院的高坛前，并举行了盛大的仪式，国王爱德华一世和他的王后出席了仪式。1368年，当唱诗班扩建时，遗体再次被转移。在1539年修道院解散之前，这里一直是朝圣的焦点。事实上，这场对亚瑟王尸体的搜寻与亨利二世及爱德华一世有关，这两位国王都参与过重大的盎格鲁-威尔士之战，因而有学者认为，宣传可能也起了一定作用。杰拉尔德是王室权威的支持者，从他对这一发现的描述中，其目的显然是摧毁亚瑟王如救世主般回归的可能性：
Many tales are told and many legends have been invented about King Arthur and his mysterious ending. In their stupidity the British [i.e. Welsh, Cornish and Breton] people maintain that he is still alive. Now that the truth is known, I have taken the trouble to add a few more details in this present chapter. The fairy-tales have been snuffed out, and the true and indubitable facts are made known, so that what really happened must be made crystal clear to all and separated from the myths which have accumulated on the subject.

许多故事或传奇或讲述、或虚构了亚瑟王及其神秘的结局。而愚蠢的不列颠人[即威尔士人、康沃尔人与布列塔尼人]都认为他还活着。如今真相既然已经广为人知，我便不厌其烦地于本章中增添了一些细节。这些童话故事已被扼杀，而真实、不容置疑的真相已被公之于众，并与这一主题上积累的神话相分离。因此，必须让所有人都清楚地了解真正发生的事情，并与这一主题上积累的神话相分离。

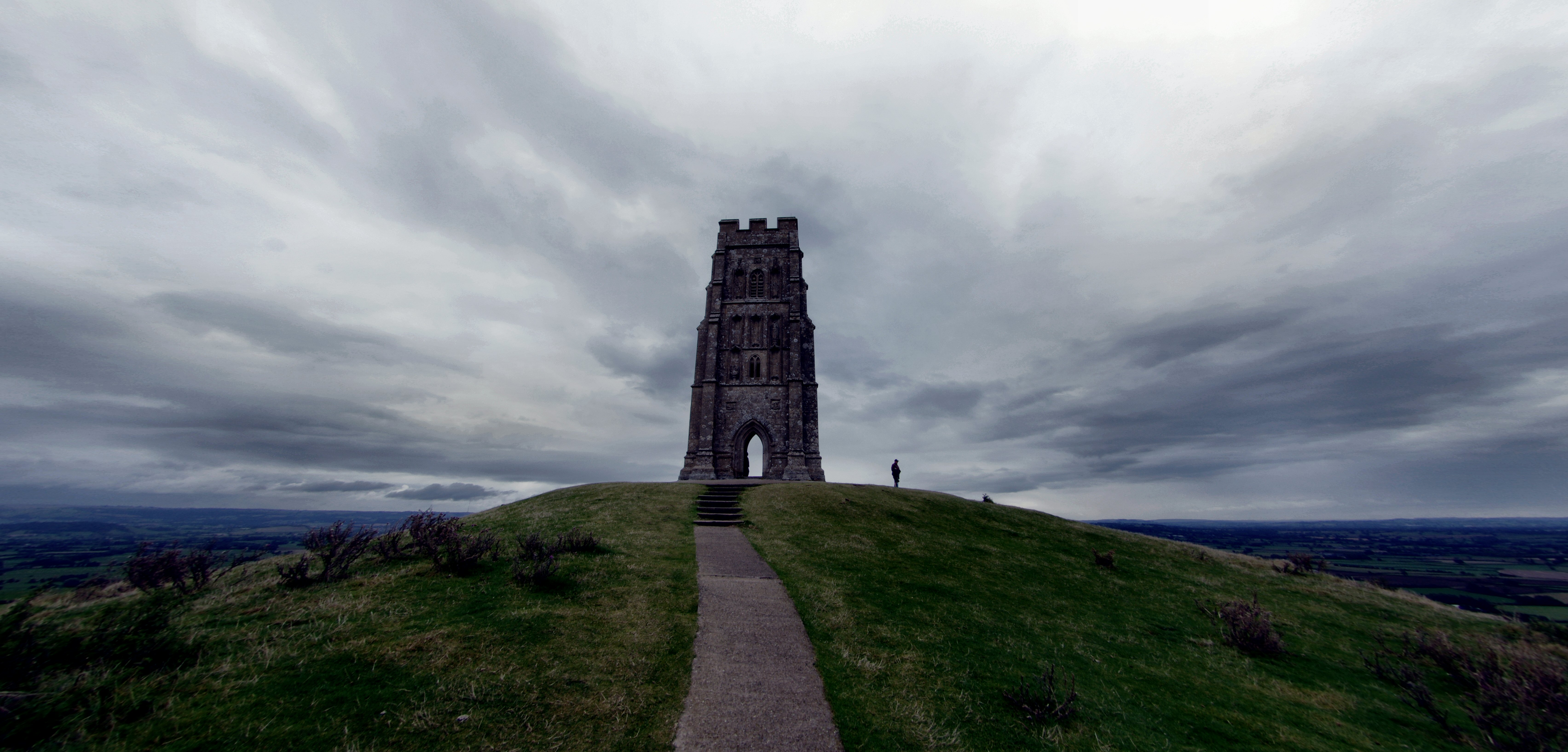
格拉斯顿伯里突岩的景色（2014年）

这一埋葬之地的发现确保了在后来的传奇故事、基于此的历史以及大众的想象中，格拉斯顿伯里越来越多地与阿瓦隆联系在一起，这一的认知直至今日仍很强烈。后来，罗伯特·德·布伦的亚利马太的约瑟和圣杯的传说故事的发展，将这些传说与阿瓦隆和格拉斯顿伯里关联起来，而这一认知似乎在《Perlesvaus》中也得到了体现。亚瑟王传奇的盛行，意味着萨默塞特平原区如今已被普遍描述为阿瓦隆之谷（Vale of Avalon）。
在近现代，作家如迪翁·福春、约翰·米切尔、尼古拉斯·曼（Nicholas Mann）及杰弗里·阿什都基于格拉斯顿伯里与凯尔特神话中的异世界的感知联系，利用基于格拉斯顿伯里突岩的数个传说，以及包括地球之谜、灵脉甚至亚特兰蒂斯神话在内的一些概念，建立了一套理论，试图固化阿瓦隆与格拉斯顿伯里的位置关联。亚瑟王文学中也持续以格拉斯顿伯里作为重要之地，如《阿瓦隆的迷雾》、《格拉斯顿伯里传奇》、以及《阿瓦隆之骨》。甚至萨默塞特有许多苹果园的事实也被拉进来支持这种联系。
格拉斯顿伯里与阿瓦隆的关系使其继续成为旅游胜地，这片地区对新异教徒，新德鲁伊，新时代组织，以及基督徒，都有着重大的宗教意义。在米歇尔的作品以及甘道夫的花园中，看到的嬉皮士对格拉斯顿伯里和阿瓦隆的认同，也对格拉斯顿伯里当代表演艺术节的诞生也颇具启发。

### 其他拟定地点
中世纪，对阿瓦隆可能的位置的建议远远不仅止于格拉斯顿伯里。其中包括等同于地球另一端的对跖点的乐园冥界，以及西西里岛的Mongibel（埃特纳火山）和地中海其他未命名的地点。彭波尼斯·梅拉对布列塔尼菲尼斯泰尔省海岸附近的伊尔德桑（Île de Sein）岛的古罗马描述，是蒙茅斯的杰弗里对其阿瓦隆的最初灵感之一。
近代，就像在寻找亚瑟的神话之都卡美洛一样，大量地点被提出为“真正的阿瓦隆”。这些地点包括格陵兰岛或大西洋彼岸的其他地方、坎布里亚郡的前罗马堡垒阿巴拉瓦（Aballava）、威尔士沿海的巴德西岛、布列塔尼普勒默尔博杜海岸的阿瓦尔岛（isle of Île Aval），以及倫斯特省的夫人岛。杰弗里·阿什主张将阿瓦隆与勃艮第的阿瓦隆（Avallon）镇联系起来，作为将亚瑟王与最后一次在该地区出现的不列颠尼亚行省领袖瑞奥塔摩斯联系起来的理论的一部分。罗伯特·格雷夫斯认为阿瓦隆与西班牙的马略卡岛有关，而劳伦斯·加德纳则认为是苏格兰沿海的阿伦岛。

## 相关作品
- 《阿瓦隆的迷雾》： 美国小说家玛丽昂·齐默·布拉德利所著作的一部奇幻小说。
- 《抵抗组织：阿瓦隆》：一款以亞瑟王傳說為背景、圓桌騎士為遊戲人物的經典桌遊
- 《古墓奇兵》：系列作品第七代及第八代中核心劇情的重要組成部分。
- 《Code Geass 反叛的魯路修》：不列顛尼亞帝國的新型浮游航空戰艦
- 《Fate/stay night》：為Saber（阿尔托莉雅·潘德拉贡）的寶具，被称为远离尘世的理想乡（／），为誓约胜利之剑（Excalibur）的劍鞘。
- 《假面騎士聖刃》：劇中地名，位在時間縫隙的異世界。

### 引用文献
1. ↑  The Editors of Encyclopaedia Britannica. .  Encyclopædia Britannica. Encyclopædia Britannica, inc. 2017-05-16  [2020-08-18]. （原始内容存档于2021-02-06） （英语）.
2. ↑  Matasović, Ranko, Etymological Dictionary of Proto-Celtic, Brill, 2008, p. 23.
3. 1 2  Koch, John. Celtic Culture: A historical encyclopedia, ABC-CLIO 2006, p. 146.
4. ↑  Savage, John J. H. "Insula Avallonia", Transactions and Proceedings of the American Philological Association, Vol. 73, (1942), pp. 405–415.
5. ↑  Nitze, William Albert, Jenkins, Thomas Atkinson. Le Haut Livre du Graal, Phaeton Press, 1972, p. 55.
6. ↑  Zimmer, Heinrich. "Bretonische Elemente in der Artursage des Gottfried von Monmouth", Zeitschrift für französische Sprache und Literatur, Volume 12, 1890, pp. 246–248.
7. ↑  Marstrander, Carl Johan Sverdrup (ed.), Dictionary of the Irish Language, Royal Irish Academy, 1976, letter A, column 11, line 026.
8. ↑  Hamp, Eric P. The north European word for ‘apple’, Zeitschrift für Celtische Philologie, 37, 1979, pp. 158–166.
9. ↑  Adams, Douglas Q. The Indo-European Word for 'Apple'. Indogermanische Forschungen, 90, 1985, pp. 79–82.
10. 1 2 3  Ardrey, Adam. . Abrams. 2014-10-29. ISBN 9781468308433 （英语）.
11. ↑  Berthelot, Anne. . . Paris: Champion. 2005: pp.49–66.
12. ↑  Walter, Philippe; Berthet, Jean-Charles; Stalmans, Nathalie (编). . Grenoble: ELLUG. 1999: 125.
13. ↑  Lot, Ferdinand. . Romania. 1918, 177: 1–22 (14).
14. ↑  Faral, Edmond.  2 reprint. H. Champion. 1993: 382–383.
15. ↑  Cons, Louis. . Modern Philology. 1931, 28 (4): 385–394.
16. ↑  . sacred-texts.com.   [2020-08-19]. （原始内容存档于2021-04-28）.
17. ↑  Barney, S.; Lewis, W. J.; Beach, J. A.; Berghof, O. (编). . Cambridge: Cambridge University Press. 2006: pp.294. ISBN 9780521837491.
18. ↑  Tilley, Arthur Augustus. . Cambridge: Cambridge University Press. 2010: 176.
19. ↑  Sobecki, Sebastian I. . Cambridge: D. S. Brewer. 2008: 81. ISBN 9781843841371.
20. ↑  Kagay, Donald J.; Vann, Theresa M. (编). . Leiden: Brill. 1998: 61. ISBN 9004110968.
21. ↑  McClure, Julia. . Basingstoke: Palgrave Macmillan. 2016: 66. ISBN 9783319430225.
22. ↑  Aseguinolaza, Fernando Cabo; González, Anxo Abuín; Domínguez, César (编).  1. Amsterdam: John Benjamins. 2010: 294. ISBN 9789027234575.
23. ↑  Beaulieu, Marie-Claire. . Philadelphia: University of Pennsylvania Press. 2016: 12. ISBN 9780812247657.
24. ↑  Honti, John T. . Modern Language Notes. 1939, 54 (3): 159–172 (168).
25. ↑  Sharrer, Harvey. . Romania. 1971-05-25, 92 (365): 65–74  [2020-08-19]. doi:10.3406/roma.1971.2265. （原始内容存档于2021-01-26） –www.persee.fr.
26. ↑  . Robbins Library Digital Projects.   [2020-08-19]. （原始内容存档于2021-05-17）.
27. ↑  . d.lib.rochester.edu.   [2018-12-07]. （原始内容存档于2020-11-18）.
28. ↑  Michael Twomey. . Academia.edu.   [2015-09-07]. （原始内容存档于2020-05-04）.
29. ↑  Hebert, Jill M. . Springer. 2013. ISBN 9781137022653.
30. ↑  . Europeana Collections.   [2020-08-20]. （原始内容存档于2018-07-05）.
31. ↑  . www.arthuriana.co.uk.   [2020-08-23]. （原始内容存档于2021-01-30）.
32. ↑  . www2.fcsh.unl.pt.   [2020-08-23]. （原始内容存档于2019-04-20）.
33. ↑  . Ohio State University.   [2020-08-23]. （原始内容存档于2017-10-18）.
34. ↑  Allcroft, Arthur Hadrian. . Nabu Press. 1908: 69–70  [2020-08-211]. ISBN 978-1-178-13643-2.
35. ↑  冯象. . 北京: 三联书店. 2003-03: 224–225. ISBN 9787108017802. OCLC 952536559.
36. 1 2  . britannia.com.   [2020-08-21]. （原始内容存档于2013-10-03）.
37. ↑  . csis.pace.edu. Pace University.   [2020-08-21]. （原始内容存档于2020-11-14）.
38. ↑  Richard Barber（英语：Richard Barber）, "Was Mordred buried at Glastonbury?: Arthurian tradition at Glastonbury in the middle ages", in Carley 2001，第145–59, 316頁
39. ↑  Rahtz 1993.
40. ↑  Carey 1999.
41. ↑  Harris 2018.
42. ↑  O. J. Padel（英语：Oliver Padel）.  (1994). "The Nature of Arthur" in Cambrian Medieval Celtic Studies, 27, pp. 1–31, at p. 10
43. ↑  "Glastonbury", in Norris J. Lacy (ed.) (1986). The Arthurian Encyclopedia. New York: Peter Bedrick Books.
44. ↑  J. C. Parsons, "The second exhumation of King Arthur's remains at Glastonbury, 19 April 1278", in Carley 2001，第179–83頁
45. ↑  Luxford, Julian. . Arthurian Literature. 2012, 29: 41–51.
46. ↑  John Ezard. . The Guardian.   [2020-08-23]. （原始内容存档于2020-08-09）.
47. 1 2  "Glastonbury: Alternative Histories", in Ronald Hutton, Witches, Druids and King Arthur.
48. ↑  Loomis, Roger Sherman Wales and the Arthurian Legend, pub. University of Wales Press, Cardiff 1956 and reprinted by Folcroft Press 1973, Chapter 5 King Arthur and the Antipodes, pps. 70-71.
49. ↑  Avalon in Norris J. Lacy, Editor, The Arthurian Encyclopedia (1986 Peter Bedrick Books, New York).
50. 1 2  Walmsley, Eric. . Troubador Publishing Ltd. 2013. ISBN 9781780887173 （英语）.
51. ↑  Steiger, Brad; Steiger, Sherry Hansen. . Thomson/Gale. 2003. ISBN 9780787653842 （英语）.
52. ↑  Whalen, Logan. . BRILL. 2011. ISBN 9789004202177 （英语）.
53. 1 2  . Aleph.   [2019-05-11]. （原始内容存档于2020-11-30） （美国英语）.
54. ↑  Geoffrey Ashe. . London: Guild Publishing. 1985: 95–96. (p. 95) In Welsh it is Ynys Avallach. Geoffrey's Latin equivalent is Insula Avallonis. It has been influenced by the spelling of a real place called Avallon. Avallon is a Gaulish name with the same meaning, and the real Avalon is in Burgundy—where Arthur's Gallic career ends. Again, we glimpse an earlier and different passing of Arthur, on the Continent and not in Britain. (p. 96) Riothamus too led an army of Britons into Gaul, and was the only British King who did. He too advanced to the neighbourhood of Burgundy. He too was betrayed by a deputy ruler who treated with barbarian enemies. He, too, is last located in Gaul among the pro-Roman Burgundians. He, too, disappears after a fatal battle, without any recorded death. The line of his retreat, prolonged on a map, shows that he was going in the direction of the real Avalon.